# Apricale
Apricale là một đô thị ở tỉnh Imperia trong vùng Liguria, tọa lạc khoảng 120 km về phía tây bắc của Genoa và khoảng 30 km về phía tây của Imperia. Tại thời điểm ngày 31 tháng 12 năm 2004, đô thị này có dân số 591 người và diện tích là 19,7 km².
Apricale giáp các đô thị sau: Bajardo, Castelvittorio, Dolceacqua, Isolabona, Perinaldo, Pigna, Rocchetta Nervina, và Sanremo.

## Images

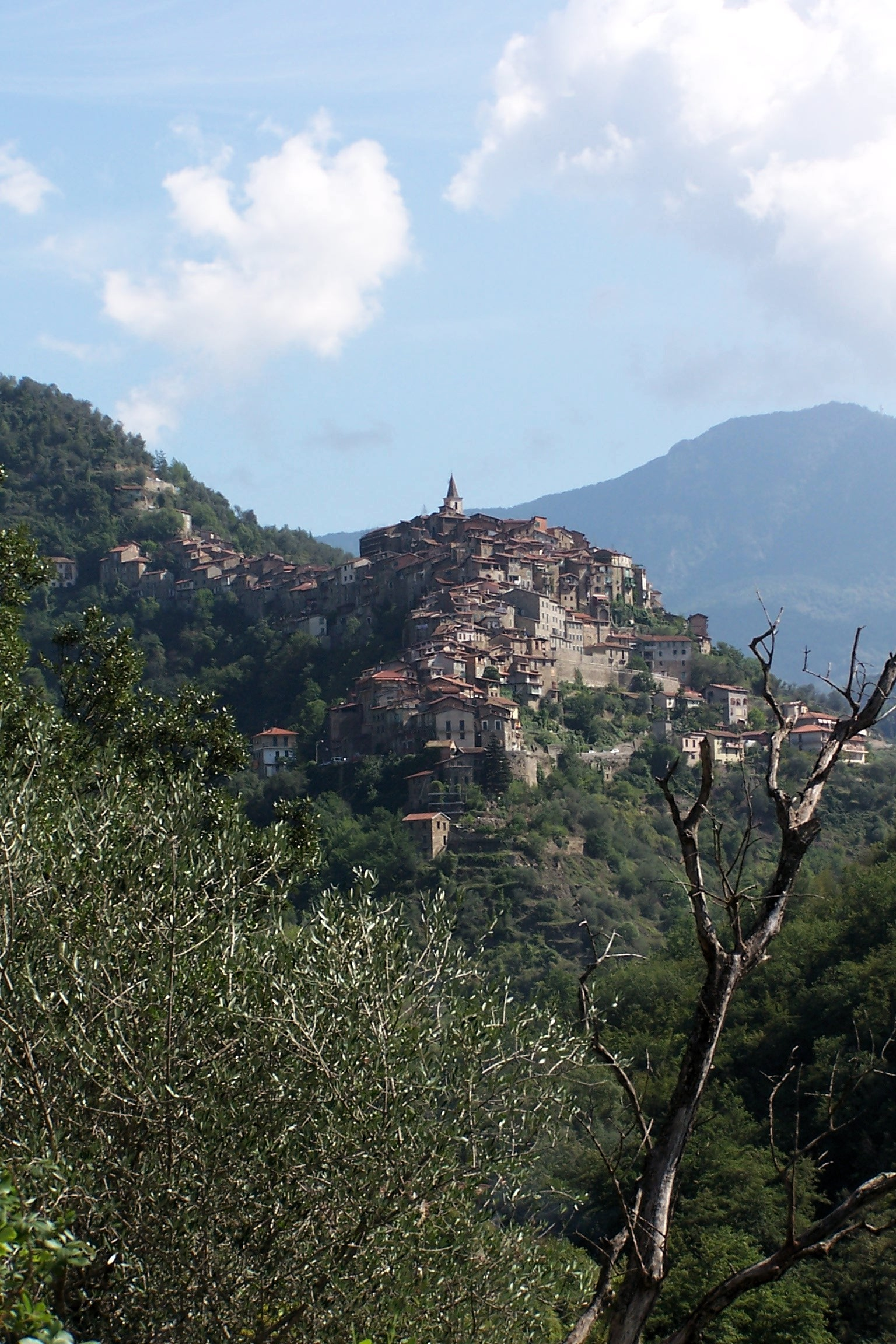
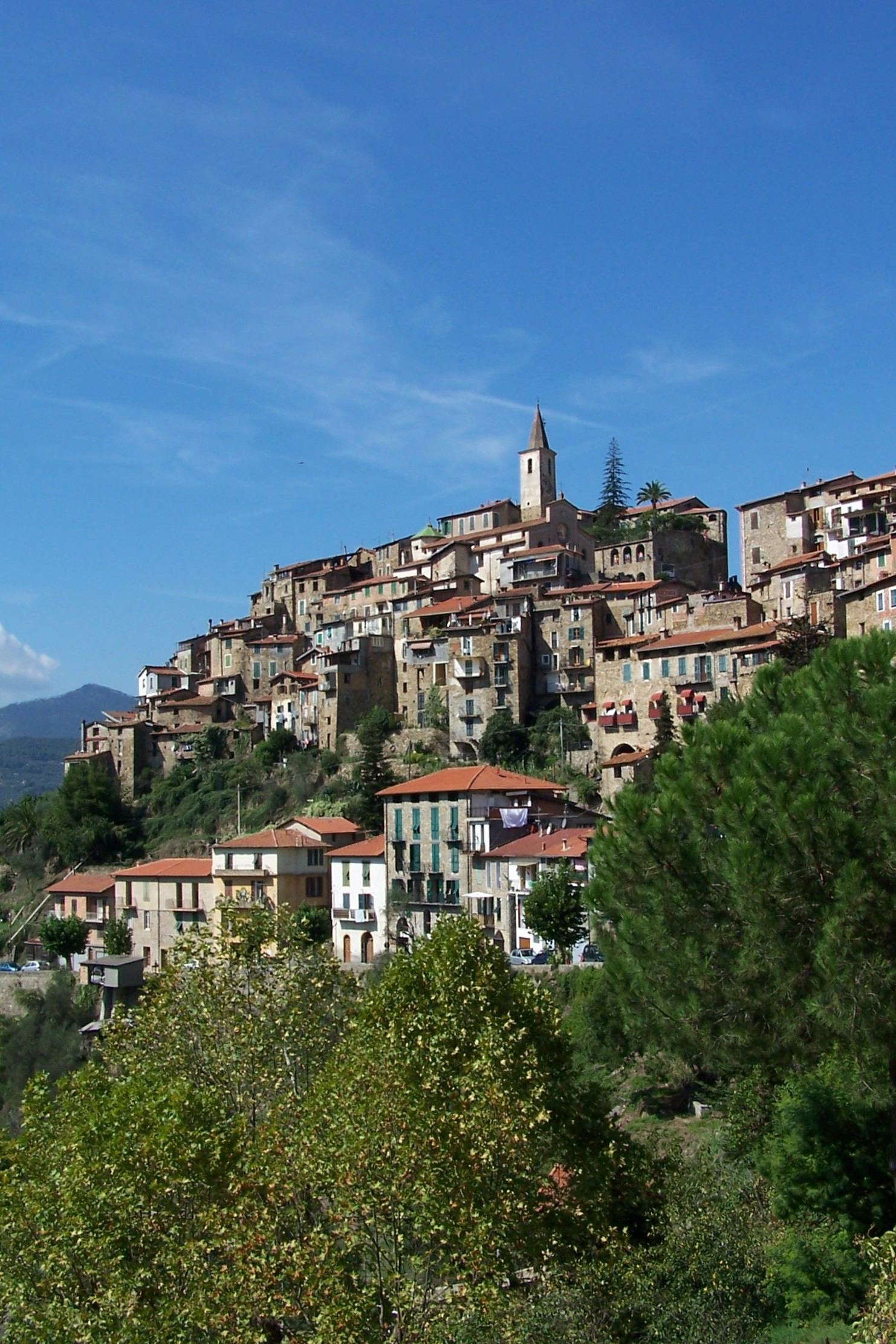
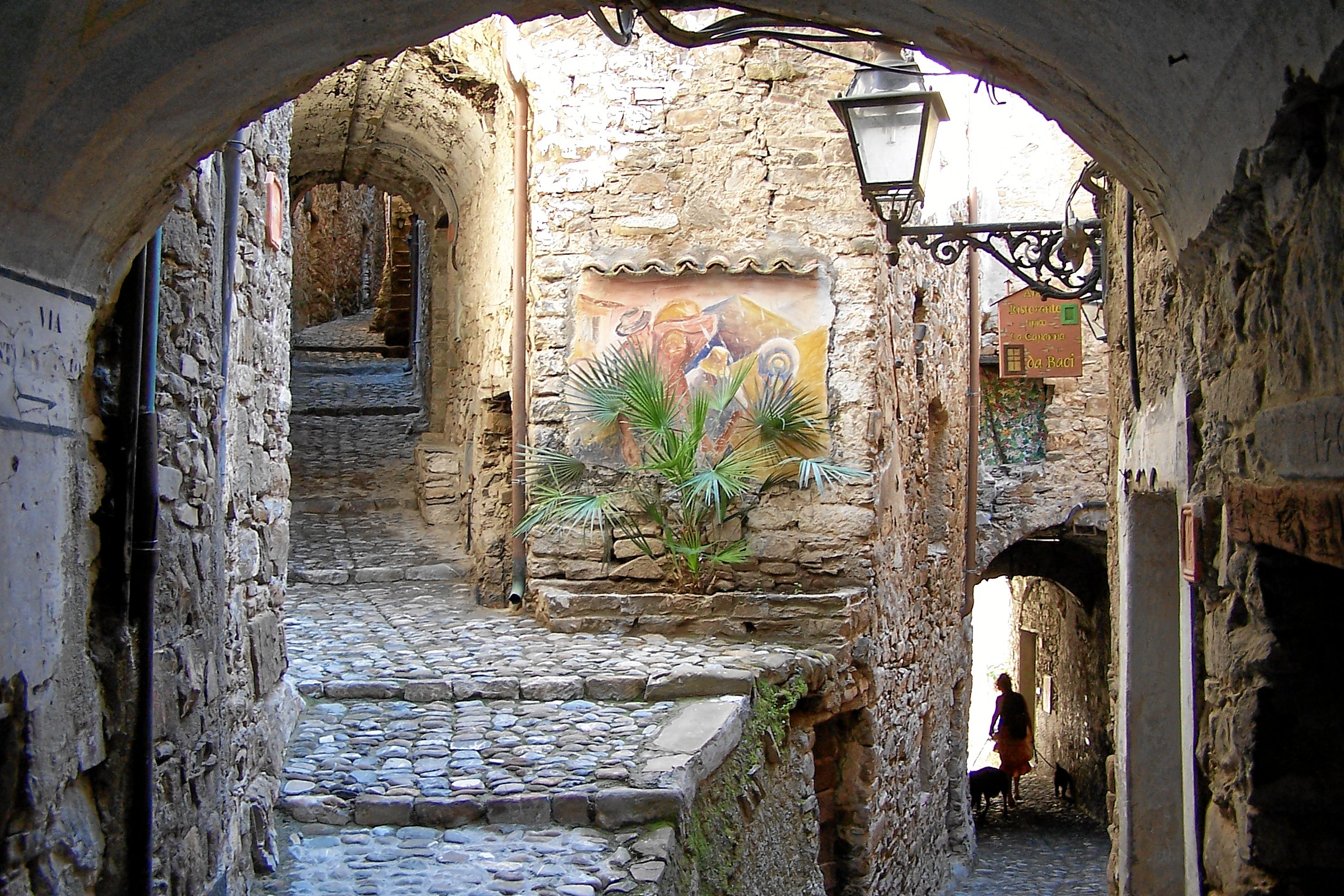
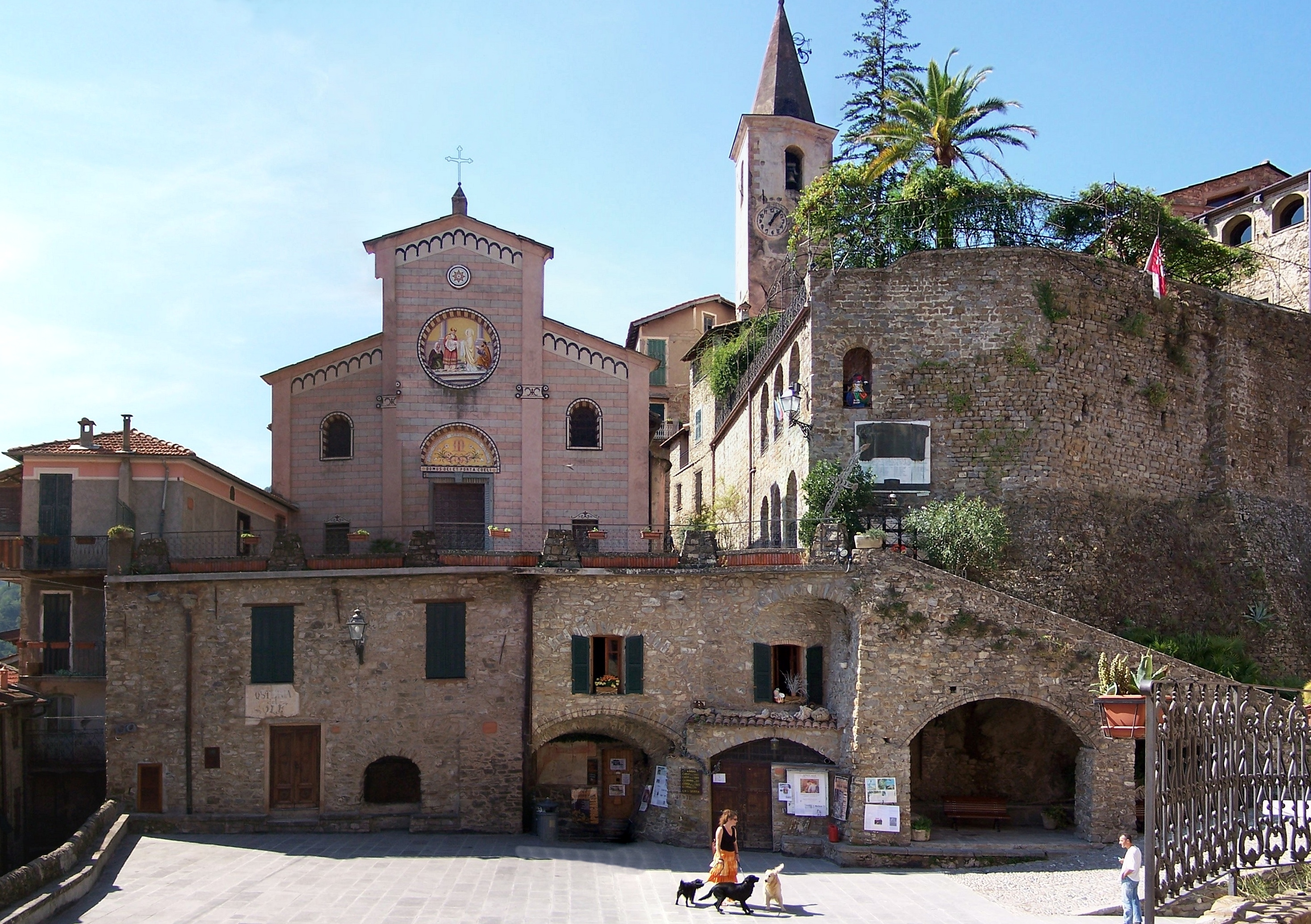
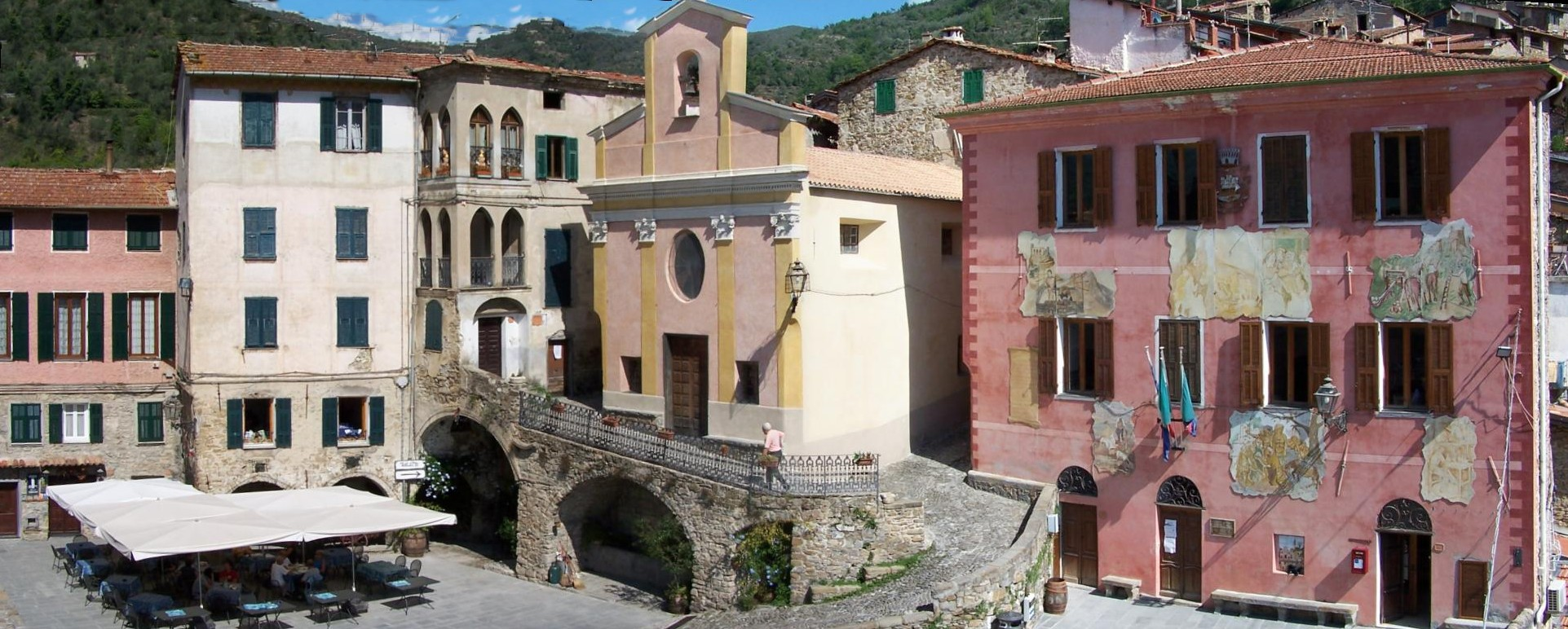